# Scaris abrupta
Scaris abrupta är en insektsart som beskrevs av Freytag och Delong 1982. Scaris abrupta ingår i släktet Scaris och familjen dvärgstritar. Inga underarter finns listade i Catalogue of Life.